# (469362) 2001 KB77
(469362) 2001 KB77 est un objet transneptunien du groupe des plutinos.

## Caractéristiques
(469362) 2001 KB77 mesure environ 180 km de diamètre.